# Irene Camber

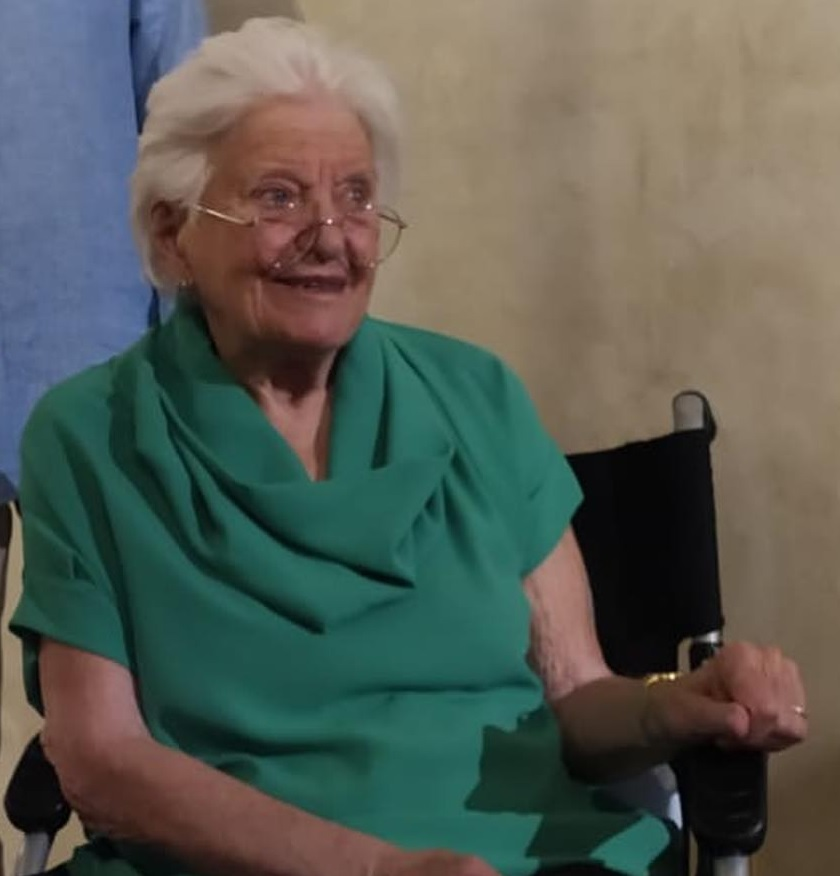
Irene Camber (2021)

Irene Camber, später Irene Corno (* 12. Februar 1926 in Triest; † 23. Februar 2024 in Lissone), war eine italienische Florettfechterin. Sie war Olympiasiegerin, Weltmeisterin und zweifache italienische Meisterin.

## Leben
Irene Camber schied bei ihrer ersten Olympiateilnahme 1948 in London im Halbfinale aus. Vier Jahre später gewann sie bei den Olympischen Spielen 1952 in Helsinki die Goldmedaille vor der ungarischen Titelverteidigerin Ilona Elek und war damit die erste italienische Fecht-Olympiasiegerin. Der Mannschaftswettbewerb gehörte bei den Frauen erst ab 1960 zum olympischen Programm, deshalb wurde 1952 eine Weltmeisterschaft für diesen Bewerb ausgetragen, bei der die italienische Mannschaft die Bronzemedaille hinter Ungarn und Frankreich gewann.
Bei den Weltmeisterschaften 1953 in Brüssel gewann sie den ersten Welttitel für eine italienische Fechterin, mit der Mannschaft erhielt sie wie im Jahr zuvor die Bronzemedaille. 1954 folgte Mannschaftssilber hinter den Ungarinnen, 1955 erfocht das Team eine weitere Bronzemedaille. Im folgenden Jahr pausierte Irene Camber wegen Schwangerschaft.
Bei ihrem Comeback konnte sie bei den Weltmeisterschaften 1957 die Bronzemedaille in der Einzelwertung gewinnen. Mit der italienischen Mannschaft in der Besetzung Cristiana Bortolotti, Irene Camber, Velleda Cesari, Bruna Colombetti, Leopolda Predaroli und Jenny Zanelli gewann sie den Weltmeistertitel gegen die Mannschaft aus der Bundesrepublik Deutschland. Camber, Cesari und Colombetti gehörten zusammen mit Claudia Pasini und Antonella Ragno-Lonzi zu der Mannschaft, die 1960 in Rom bei der olympischen Premiere des Damenwettbewerbs für die Florettmannschaft Bronze erfocht. Ihre letzte große Medaille gewann Irene Camber bei den Weltmeisterschaften 1962 in Buenos Aires. Bei den Olympischen Spielen 1964 unterlag sie mit der italienischen Mannschaft im Gefecht um Bronze dem Team aus der Bundesrepublik Deutschland.
Irene Camber, die während ihrer Karriere als Chemikerin bei Montedison in Lissone bei Mailand gearbeitet hatte, war später italienische Nationaltrainerin. Zwanzig Jahre nach ihrem eigenen Olympiasieg führte sie 1972 Antonella Ragno zum Olympiasieg.
Sie starb im Februar 2024 in Lissone 11 Tage nach ihrem 98. Geburtstag.